# Kierz (Lublin)
Pour les articles homonymes, voir Kierz.
Kierz (prononciation : [kʲɛʂ]) est un village polonais de la gmina de Bełżyce dans le powiat de Lublin de la voïvodie de Lublin dans l'est de la Pologne.
Il se situe à environ 6 kilomètres à l'ouest de Bełżyce (siège de la gmina) et 27 kilomètres à l'ouest de Lublin (siège du powiat et capitale de la voïvodie).

## Histoire
Au début de la seconde guerre mondiale, durant la Campagne de Pologne (vers 1939), Kierz abrite la base n°3 de l'armée polonaise où trouvent notamment refuge les anciens pilotes de la 131e escadrille de chasse polonaise après sa dissolution au neuvième jour de guerre.
De 1975 à 1998, le village est attaché administrativement à l'ancienne Voïvodie de Lublin.

Depuis 1999, il fait partie de la nouvelle voïvodie de Lublin.